# مکلس فیلد، استرالیای جنوبی
مکلس فیلد، استرالیای جنوبی (انگلیسی: Macclesfield, South Australia) شهری در استرالیای جنوبی است که در سرشماری سال ۲۰۰۶ ۸۳۲ نفر جمعیت داشته است.